# Diario di una schiappa - Ora basta!
Diario di una schiappa - Ora basta! (Diary of a Wimpy Kid: The Last Straw) è il terzo romanzo del ciclo Diario di una schiappa dello scrittore statunitense Jeff Kinney, pubblicato nel 2009 negli Stati Uniti e nel 2010 in Italia dalla Editrice Il Castoro.

## Trama
Il libro inizia con il giorno di Capodanno. Ognuno nella famiglia di Greg cerca di fare dei buoni propositi, ma nessuno li riesce a mantenere. Poi c'è un flashback al Natale appena trascorso: in quel giorno, Greg non riceve nulla che gli piaccia, a differenza del Natale precedente (per lui più soddisfacente). Oltre ai libri e ai vestiti regalati dagli altri parenti, lo zio Charlie gli regala un "Canestro da Bucato". Greg in un primo momento convince lo zio a riportare il suo regalo indietro e a dargli dei soldi in cambio, ma interviene Susan, che vuole fargli imparare come si fa a raccogliere e lavare i panni. Siccome Greg non vuole, si autocostringerà a indossare abiti sporchi per tutto il tempo.
Greg e Rowley decidono di fare una Capsula del Tempo; Greg ci mette tre dollari, Rowley ci mette un videogioco e altre cose. Chiudono tutto in una scatola da scarpe e la seppelliscono sotto terra, nel giardino di Rowley. Greg spera che nel futuro quegli oggetti varranno tanto e che chi li prenderà diventerà ricco e tornerà indietro nel tempo per ripagarlo e ringraziarlo, infatti mette un biglietto con il suo indirizzo nella scatola.
Greg, che non vuole proprio essere e risultare il solito "sfigato" tra quelli che vogliono conquistare Holly Hills, la quarta ragazza più bella della sua classe (le prime tre sono già fidanzate), tenta di fare il simpatico con delle battute mettendosi d'accordo per le parti da fare con Rowley, ma alla fine smette perché quest'ultimo vuole sempre dire la parte importante delle barzellette.
Rowley e Greg si trovano in difficoltà perché è stata tolta la fermata del bus vicino a casa loro, ma quando Susan li accompagna fa ridere tutti a scuola, perché qualche giorno prima ha portato la merenda in classe al figlio, proprio nell'unica ora che faceva con Holly; così decidono di andare a piedi da soli.
Anche in classe le cose non vanno per niente bene, perché la professoressa Craig tiene Greg e i compagni chiusi in classe per tre giorni, perché sostiene che il dizionario che tiene sulla cattedra, che in quei giorni è scomparso, sia stato "rubato"; rimangono in castigo finché, quando la professoressa non c'è, si scopre che lo aveva preso il "secchione" Alex Aruda, ma la colpa se la prende Corey Lamb, un altro ragazzino che strappa il dizionario dalle mani di Alex e lo posa sulla cattedra mentre la Craig entra: la professoressa pensa che l'abbia rubato lui e lo mette in castigo.
Intanto a casa qualcuno ruba tutte le merendine da portare a scuola di Greg, allora lui non riesce a stare sveglio durante il giorno, perché la madre gli mette solo della frutta come merenda e gli mancano le energie. Greg chiede il perché di ciò e la madre lo incolpa ingiustamente della sparizione delle merendine dalla dispensa.
Greg ha bisogno di soldi, in quanto ha sperperato quelli che aveva in una serie di improbabili oggetti che si sono infatti rivelati truffe, non corrispondenti alle aspettative descritte in pubblicità. Allora Greg dissotterra "per disperazione" la Capsula del Tempo, si compra da mangiare con i tre dollari e si diverte con il videogioco e gli oggetti di Rowley. 
Nel frattempo la pagella di Greg arriva a casa e non è un granché, ma lui riesce a salvarsi dalla ramanzina di Frank grazie alla nonna, invitandola a cena (quando c'è lei i genitori non si azzardano ad alzare la voce) e andando al Bingo con lei. 
Greg, per essersi addormentato durante una lezione (in quanto la madre gli ha messo nel pacchetto della merenda solo frutti e niente merendine dolci), viene messo in punizione in mezzo ad alcuni bulli, dei "futuri criminali", come li chiama lui. Tra questi ce n'è uno che lo maltratta senza farsi vedere, di nome Leon Ricket. A un certo punto il professore lo scopre e gli intima di non dare più fastidio, ma Greg, sapendo che il bullo gli avrebbe dato ancora fastidio, fa finta che gli abbia dato uno schiaffo e il bullo va in punizione per un'altra mezz'ora. Greg scappa a casa impaurito, per paura di essere seriamente preso a botte.
Greg vuole scoprire chi è a rubare le merendine, dal momento che tutto è iniziato da quello, e mette in atto il suo piano: si nasconde in lavanderia, dove le merendine vengono tenute, e quella notte scopre che è colpa di Frank. Quest'ultimo negli ultimi giorni è giù di morale perché, obbligato da sua moglie, nonostante odi mettersi in mostra, dovrà andare alla festa di "metà compleanno" del bambino degli Snella (i loro vicini, che hanno organizzato una festa simile per ogni figlio che hanno avuto), dove i grandi devono riuscire a far ridere il bimbo (dell'età di sei mesi) facendo cose decisamente ridicole, e vengono filmati per provare a vincere il jackpot del programma di video divertenti chiamato "Paperissima in Famiglia".
Nel frattempo, Manny prende l'abitudine di chiamare "caccolo" Greg: il significato della parola è sconosciuto a tutti, e Manny la usa quando quello che Greg fa non gli piace o quando quest'ultimo non fa quello che vuole lui. Inoltre, Frank butta una copertina blu (diventata ormai un filo sporco) a cui Manny teneva tanto (le aveva dato il nome di "Titina"): quest'ultimo si vendica e distrugge il plastico di una scena di guerra che il padre costruiva nel tempo libero (usandolo come gioco). Appena vanno alla festa dei vicini, Manny trova fra i regali del bimbo festeggiato una nuova copertina, molto simile a Titina. Greg gli spiega che non può tenerla perché non è sua, allora Manny la lancia sul ramo di un albero e Greg si arrampica per recuperarla; mentre si arrampica, rimane appeso al ramo di un albero per le mani. I pantaloni gli calano poiché se li era fatti prestare da Rodrick, ed erano due taglie in più della sua. Sfortunatamente Greg aveva addosso le mutande di Wonder Woman, che gli erano state regalate, così viene ripreso dalla famiglia del festeggiato. Nel frattempo Frank avrebbe dovuto tentare di far ridere il festeggiato, ma l'incidente di Greg gli dà una scusa per tornare a casa; Frank si complimenta con Greg perché grazie a lui ha saltato il suo turno.
Il libro si conclude con Greg e Rowley che incontrano per caso una ragazza molto carina, di nome Trisha, che si è appena trasferita lì vicino, e Greg ha un'idea: siccome Rowley può portare due amici nella piscina del suo club di vacanze, potrebbe portare lui e la ragazza. Greg immagina così un lieto fine per la sua storia e ha il coraggio di scrivere alla fine del diario "FINE".